# Новокам'янка (Ізмаїльський район)
Новока́м'янка — село Саф'янівської сільської громади в Ізмаїльському районі Одеської області України. Населення становить 116 осіб.

## Історія
Територією села проходить частина Нижнього Траянового валу.
14 листопада 1945 року Указом Президії ВР УРСР «Про збереження історичних найменувань та уточнення і впорядкування існуючих назв сільрад і населених пунктів Ізмаїльської області» прийнято рішення: населені пункти Ташбунарської сільради — село Ташбунар іменувати село Кам'янка, село Новий Ташбунар іменувати село Ново-Кам'янка і Ташбунарську сільраду — Кам'янська.
12 червня 2020 року, відповідно до Розпорядження Кабінету Міністрів України від № 724-р «Про визначення адміністративних центрів та затвердження територій територіальних громад Одеської області», увійшло до складу Саф'янівської сільської територіальної громади.
19 липня 2020 року, в результаті адміністративно-територіальної реформи і ліквідації Ізмаїльського (1940  – 2020) району, село увійшло до складу новоутвореного Ізмаїльського району.

## Населення
Згідно з переписом 1989 року населення села становило 148 осіб, з яких 73 чоловіки та 75 жінок.
За переписом населення 2001 року в селі мешкало 116 осіб.

### Мова
Розподіл населення за рідною мовою за даними перепису 2001 року:
| Мова       | Відсоток |
| ---------- | -------- |
| болгарська | 77,59 %  |
| російська  | 11,21 %  |
| українська | 3,45 %   |
| румунська  | 2,59 %   |
| гагаузька  | 0,86 %   |